# Maurice Lafont
Maurice Lafont (Villeneuve-Saint-Georges, 1927. szeptember 13. – Nîmes, 2005. április 8.) francia válogatott labdarúgó, edző.

## Pályafutása

### Klubcsapatokban
A 2. világháború alatt Maurice és szülei együtt menekültek a német megszállás elől Dél-Franciaországba, ahol édesapja a vasútnál dolgozott. Ugyanitt kezdett el focizni a Shermino ifjúsági csapatában, majd a felnőtteknél folytatta. 1950-ben az Nîmes Olympique-hez igazolt, ahol az első meccset 1950 áprilisában játszotta. Egy évre kölcsönbe ment a Grenoble Foot 38-hoz, francia másodosztályú csapathoz. Az Olympique az 50-es évek egyik legerősebb francia csapata lett vele.
1959-ben a Toulonhoz igazolt, ahol 14 meccsen 2 gólt szerzett. 1961 ben a Montpellierhez került, majd 34 évesen visszavonult.

### A válogatottban
4 alkalommal szerepelt a francia labdarúgó-válogatottban. 1958-ban a világbajnokság elődöntőjében mutatkozott be. Az 1958-as labdarúgó-világbajnokságon harmadik helyezést elért csapat tagja volt. Októberben játszotta az utolsó mérkőzését, ahol csapata 2:2-es döntetlent játszott Németországgal.

## Sikerei, díjai

### Klubcsapatokban
Nîmes
- Francia bajnok (másodosztály): 1949–50

### A válogatottban
Franciaország
- Labdarúgó-világbajnokság bronzérmese: 1958